# Marine Gauthier
Marine Gauthier (* 23. Januar 1990 in Saint-Étienne) ist eine ehemalige französische Skirennläuferin. Die zweifache Junioren-Weltmeisterin war auf die schnellen Disziplinen Abfahrt und Super-G spezialisiert.

## Biografie
Marine Gauthier nahm im Dezember 2005 erstmals an FIS-Rennen teil. Nach ihrem ersten Podestplatz im Februar 2007 kam sie im selben Monat zu ihrem ersten Start im Europacup. Im September 2007 gewann Gauthier zwei Rennen des South American Cups und im Januar 2008 folgten die ersten beiden Siege in FIS-Rennen. Seither startet sie regelmäßig im Europacup. Ein fünfter Platz in der Abfahrt von Caspoggio war Gauthiers bestes Europacupergebnis in der Saison 2007/08, während im folgenden Winter zwei achte Plätze ihre besten Europacupresultate waren. In der Saison 2009/10 erreichte sie mit Platz vier in der Abfahrt von St. Moritz ihr bisher bestes Europacupergebnis. Sehr erfolgreich war Gauthier bei den Juniorenweltmeisterschaften. 2009 gewann sie mit einem Vorsprung von 48 Hundertstelsekunden auf die Norwegerin Lotte Smiseth Sejersted die Goldmedaille in der Abfahrt und 2010 mit einem Vorsprung von 8 Hundertstelsekunden auf ihre Teamkollegin Jéromine Géroudet die Goldmedaille im Super-G. Zudem wurde sie 2010 Französische Juniorenmeisterin in der Abfahrt.
Im Weltcup startet Gauthier seit Januar 2009. Zunächst fuhr sie in keinem ihrer Weltcuprennen in die Punkteränge, also unter die besten 30. Bei den Weltcupfinales 2009 und 2010 – bei denen sie als Juniorenweltmeisterin in der jeweiligen Disziplin startberechtigt war und bei denen im Gegensatz zu allen anderen Weltcuprennen nur die besten 15 Läuferinnen Weltcuppunkte erhalten – belegte sie als 24. bzw. 19. jeweils den letzten Platz. Ihre ersten Weltcuppunkte gewann Gauthier am 22. Januar 2011, als sie in der Abfahrt von Cortina d’Ampezzo auf Platz 25 fuhr. Ihr bisher bestes Ergebnis ist ein 18. Platz, den sie am 7. Dezember 2013 in der Abfahrt von Lake Louise erzielte. Marine Gauthier ist am 4. April 2015 aufgrund fehlender Motivation vom aktiven Skirennsport zurückgetreten.

## Erfolge

### Weltcup
- 1 Platzierung unter den besten 20

### Juniorenweltmeisterschaften
- Formigal 2008: 11. Abfahrt
- Garmisch-Partenkirchen 2009: 1. Abfahrt
- Mont Blanc 2010: 1. Super-G, 12. Abfahrt

### Europacup
- 2 Platzierungen unter den besten fünf

### Weitere Erfolge
- Französische Juniorenmeisterin in der Abfahrt 2010
- 2 Siege im South American Cup
- 3 Siege in FIS-Rennen